# Philippe Renard
Pour les articles homonymes, voir Renard (homonymie).
 Philippe Renard  (né le 13 novembre 1932 à Paris 16e et mort le 20 janvier 1992 à Barr) est un écrivain, critique littéraire et traducteur (de littérature italienne) français. Il est par ailleurs le cofondateur, avec Bernard Simeone, de la collection « Terra d'Altri » aux Éditions Verdier.

## Biographie
Professeur de littérature italienne, il a enseigné à l'Institut français de Florence, a été longtemps maître de conférences à l'Université de Grenoble et a dirigé le département d'italien à l’Université de Strasbourg.
En 1987, il a créé avec Bernard Simeone la collection de littérature italienne « Terra d’altri » des éditions Verdier. Cette collection se verra décerner par le ministère de la Culture italien le Prix National de Traduction en 1990.
Parallèlement à son œuvre personnelle, il traduit de nombreux ouvrages italiens, et publie dans différents périodiques (Le Monde, Quinzaine littéraire, Magazine littéraire, Esprit…) des articles sur: Dante, Tommaso Landolfi, Luzi, Eugenio Montale, Umberto Saba, Leonardo Sciascia, Giuseppe Ungaretti...
Il disparaît prématurément dans le crash du Mont sainte-Odile le 20 janvier 1992.

## Publications
- sous le pseudonyme de Jacques Servien : L’expérience chrétienne de l’Isolotto, 1969
- Pavese, prison de l’imaginaire lieu de l’écriture, Larousse, 1972

## Parmi ses traductions
Silvio D’Arzo:
- Maison des autres  (trad. Bernard Simeone, Philippe Renard, préf. Attilio Bertolucci), Lagrasse, éditions Verdier, 1988 (ISBN 978-2-86432-283-2)

Francesco Biamonti:
- L’Ange d’Avrigue  (trad. Philippe Renard), Lagrasse, éditions Verdier, 1990, 136 p. (ISBN 2-86432-115-7)

Giorgio Caproni:
- Le Mur de la terre : cinquante ans de poésie (anthologie)  (trad. André Frénaud, Philippe Renard et Bernard Simeone), Paris, Éd. Maurice Nadeau, 1975, 221 p. (édition bilingue)
- Le Comte de Kevenhüller : poésie  (trad. Philippe Renard et Bernard Simeone), Paris, Éd. Maurice Nadeau, 1986, 300 p. (ISBN 2-86231-066-2) (édition bilingue)

Mario Luzi:
- L’Incessante Origine (Dal fondo delle campagne, Nel magma, Su fondamenti invisibili) : poèmes  (trad. Philippe Renard et Bernard Simeone, préf. Philippe Renard, postface Bernard Simeone), Paris, Flammarion, 1985 (édition bilingue)
- Trames : proses  (trad. Philippe Renard et Bernard Simeone), Lagrasse, éditions Verdier, 1986, 128 p. (ISBN 2-86432-054-1)
- Pour le baptême de nos fragments (Per il battesimo dei nostri frammenti) : poèmes  (trad. Philippe Renard et Bernard Simeone), Paris, Flammarion, 1987 (édition bilingue, précédée d’un entretien avec l’auteur)
- Dans l’œuvre du monde : anthologie poétique  (trad. Philippe Renard et Bernard Simeone), Paris, La Différence, coll. « Orphée », 1991 (édition bilingue)

Vittorio Sereni:
- Étoile variable  (trad. Bernard Simeone, Philippe Renard, préf. Franco Fortini), Lagrasse, éditions Verdier, 1987
- Les instruments humains, précédé de 'Journal d'Algérie : poèmes  (trad. Philippe Renard et Bernard Simeone, préf. Bernard Simeone, postface Philippe Renard), Lagrasse, éditions Verdier, 1991 [éd. bilingue]